# Studia Leibnitiana
Die Studia Leibnitiana (Abkürzungstitel: Stud. Leibnitiana, mitunter abgekürzt mit der Sigle StL) sind eine wissenschaftliche Fachzeitschrift für Philosophie und Wissenschaftsgeschichte. Die Zeitschrift wurde 1969 gegründet und wird im Auftrag der Gottfried-Wilhelm-Leibniz-Gesellschaft herausgegeben. Sie widmet sich vor allem Studien zu Leben und Werk des Philosophen und Universalgelehrten Gottfried Wilhelm Leibniz sowie im allgemeineren Umfeld der Philosophie- und Wissenschaftsgeschichte des 16. bis 18. Jahrhunderts. Die Zeitschrift erscheint in zwei Heften jährlich. Außerdem erscheinen in zwangloser Folge Supplementa (bisher 35) und Sonderhefte (bisher 40) zu der Zeitschrift.